# 见证者-136无人机
见证者-136（波斯語：شاهد ۱۳۶）是伊朗沙赫德航空工业公司研发的一型游荡弹药（自杀式无人机），并由伊朗飞机制造工业公司制造。该无人机由螺旋桨驱动，成本低廉。它的核心作用是远距离攻击地面目标，从发射架上多次发射（每批五个以上），通过在攻击过程中消耗防空资源来使防空系统过载失效。于2021年12月在伊朗伊斯兰革命卫队军事演习中首次公开亮相。俄罗斯购买后改名为天竺葵-2（俄语：Герань-2，英语：Geranium-2）。

## 简介
见证者-136采用三角翼布局，机长3.5米，翼展2.5米。机尾配备了一台50马力的活塞发动机，驱动两叶螺旋桨，航速可达185千米/小时。机头为战斗部以及传感器。无人机全重200公斤，伊朗未公开其制导方式。可以从卡车发射器快速发射，一个卡车发射器可携带五架，飞行时噪声大。。實戰使用例子包括布蓋格和胡賴斯空襲及俄羅斯入侵烏克蘭。
由于这些无人机无处不在，因此有了各种外号，例如“小摩托车”或“割草机”，暗指其引擎在飞行中发出的标志性嘈杂声，以及“多力多滋”，指的是它们的三角翼轮廓。
شاهد 在波斯语中意为“见证人或见证者”。

## 设计
见证者-136采用三角翼布局，机长3.5米，翼展2.5米。可以携带40或者50kg战斗部。已知有三种战斗部，即杀伤性和反装甲战斗部、反工事和固定设施战斗部和反雷达辐射战斗部。根据调查其无人机的战斗部主装药为黑索金，化学名为环三亚甲基三硝胺，其爆炸威力为TNT黄色炸药的1.5倍。
引擎仿制自德国林巴赫 L550E 的小型活塞发动机，驱动两叶螺旋桨，航速可达185千米/小时。发动机非常经济，耗油少，因此飞行距离很远。同时由于后置设计，在被拦截时会比较完整的保存下来，作为一种识别特征。

见证者-136 正投影图

无人机使用廉价的民用GPS和廉价的惯性参考系统进行导航。根据乌克兰专家拆解分析，此外，见证者-136无人机配备了多元件受控接收模式阵列CRPA导航和惯性导航系统。无人机通常选择飞越繁忙的高速公路或河流以掩盖声音。也可以集群飞行——这些无人机一次发射五架，甚至一次可以发射 10 或 20 架。
尽管没有标记，但乌克兰专家认为见证者-136使用美国公司Altera制造的计算机处理器、Analog Devices制造的RF模块和微晶片科技制造的LDO芯片,以及松下制造的锂电池等30多种欧美日以及乌克兰的公司制造的零件。 该无人机上也发现了来自中国的零件。
2023年7月。乌克兰军方发现新的天竺葵-2无人机机身连接方式、机身结构材料已经和先前有所不同，并且使用了俄罗斯制造的锂电池和钨弹头。
由于采用了复合材料和机身形状，无人机的有效散射面积（ESR）为0.5个单位，其隐形能力堪比巡航导弹。

### 设计师

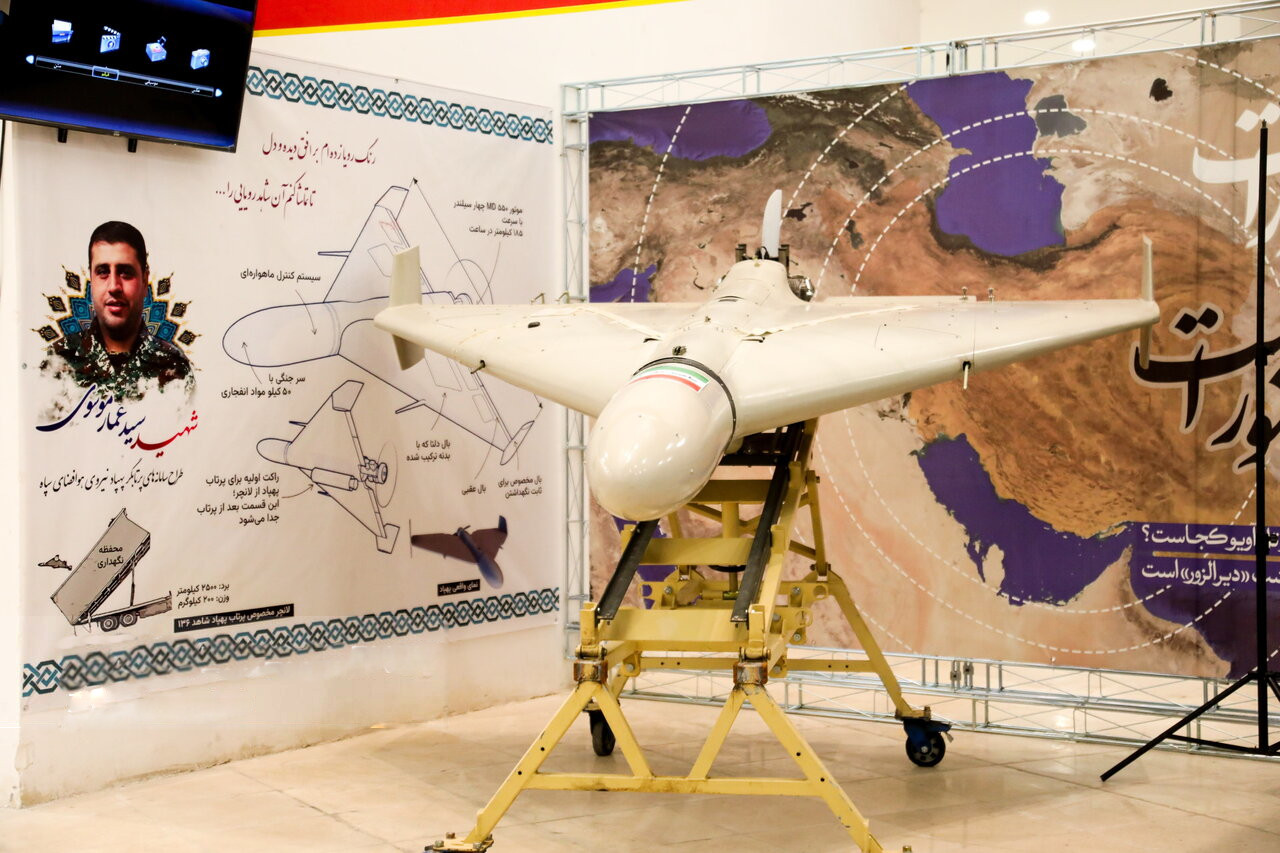
2023年在库姆举行的《伊朗革命卫队航空航天部队成就展》中展示的见证者-136无人机，其中人物照片为设计师。

据称设计师是伊朗人赛义德·伊姆兰·穆萨维（سيد عمار موسوي），伊朗伊斯兰革命卫队空军成员。他出生于1983年8月，于2018年4月在以色列对叙利亚T-4空军基地的袭击中死亡。

### 俄罗斯“天竺葵-2”与伊朗“见证者-136”无人机的关键区别[16]

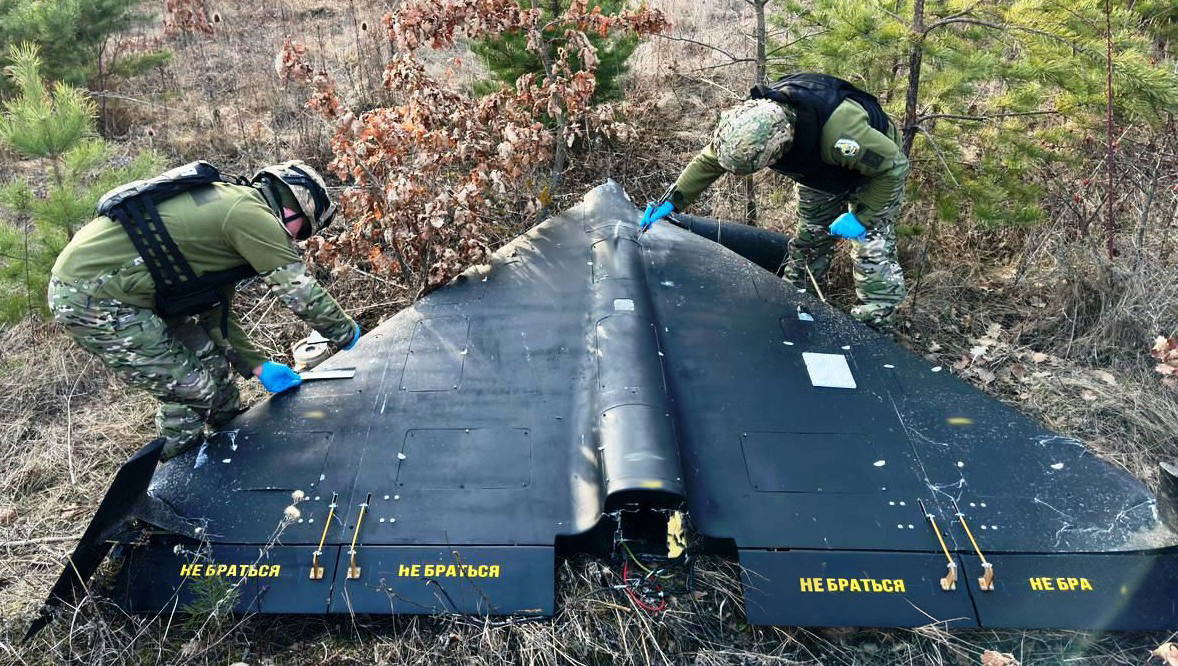
2024年3月18日，乌克兰人员正在检查天竺葵-2无人机残骸

俄罗斯的“天竺葵-2”与伊朗的见证者-136在气动设计和战术特性上相似，但在核心技术、生产、成本和编号上存在显著差异。

#### 抗干扰能力
“天竺葵-2”搭载了俄罗斯国产的“彗星-M”小型自适应天线阵列，能大幅提升在电子战环境下的导航精度和抗压制能力.乌克兰已经发现俄罗斯研发人员已改用更先进的受控接收模式天线 (CRPA)，其单元数最多可达 16 个。这需要乌克兰方至少需要设置16 个空间上分离的电子战站协同行动，模拟虚假卫星信号，以有效破坏这些系统。
相比之下，见证者-136主要依赖民用GPS和惯性导航，其电子战防护较为基础，面对强干扰时精度会显著下降。

#### 动力系统

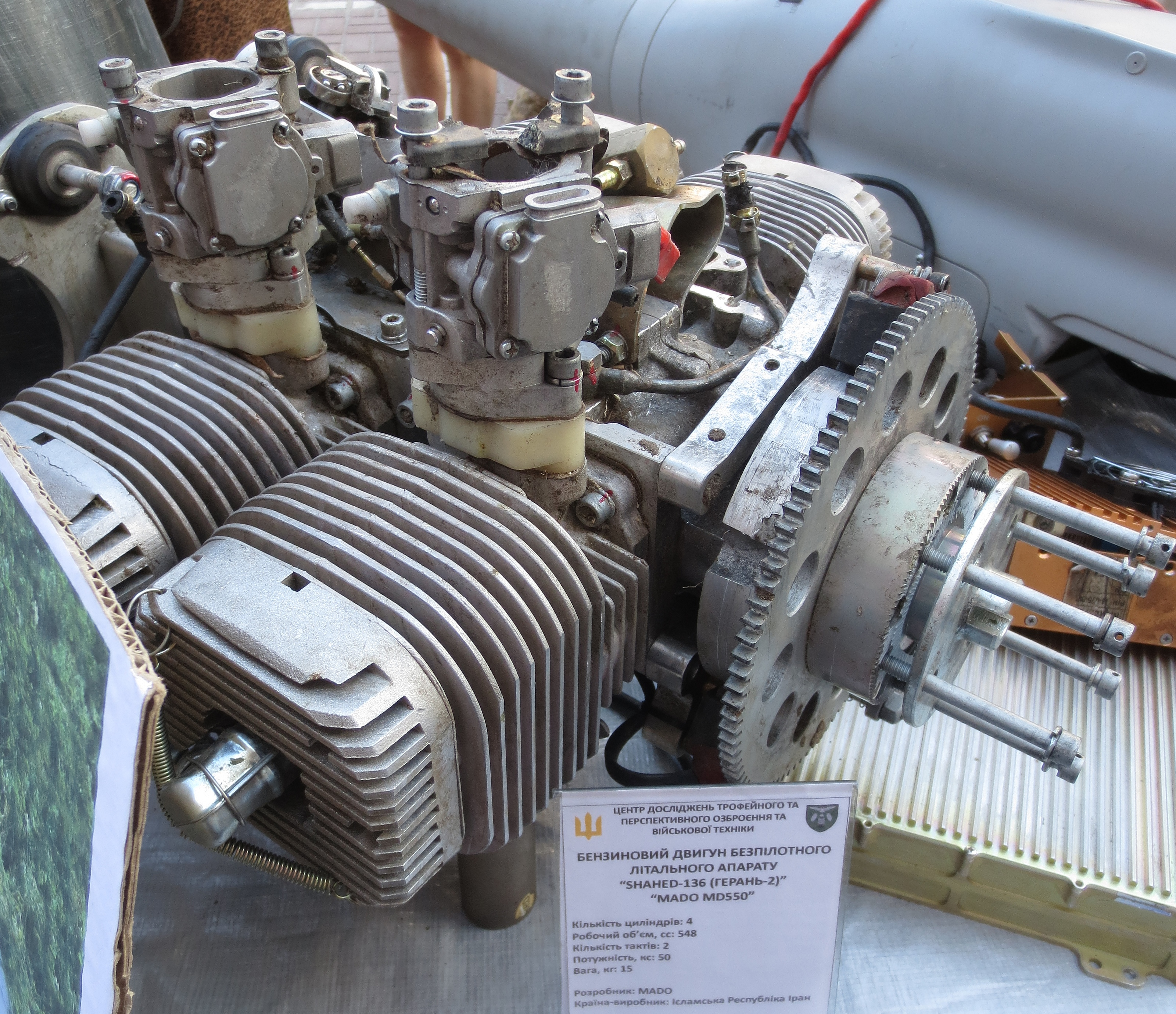
乌克兰方展示的MADO MD550发动机

见证者-136使用伊朗仿制的MADO MD 550发动机，成本较高。而“天竺葵-2”则转用中国制造的MD550发动机，价格更为经济。

#### 机身材料
见证者-136主要采用碳材料和蜂窝状聚合物，而“天竺葵-2”则在金属导轨的基础上，用碳纤维替代了蜂窝状聚合物，并主要使用更廉价的玻璃纤维制造机身，同时将卫星天线内置以降低可见度。

#### 编号系统
“天竺葵-2”已实现俄罗斯本土化生产，并拥有独立的编号体系。俄罗斯版“天竺葵-2”无人机的编号以字母“K”开头，而伊朗版的编号始终以字母“M”开头。

#### 人工智能和视觉识别
根据披露，“天竺葵-2”的改进型配备了视频通道、无线电控制、人工智能和机器视觉等元件，无人机已“学会”自主识别目标，从而减轻了操作员的工作负担，并加快了投入使用的准备周期。

#### 结构设计
乌克兰方面已经发现“天竺葵-2”的改进型的发动机舱里安装了一块轻武器无法穿透的装甲板，还将油箱从机翼移到了机身内部。

### 机身抗结冰能力
乌克兰方透露，天竺葵-2有无人机抗结冰能力。机身表面经过特殊的含氟防冰化合物处理，有些还配备了机翼加热系统和空速传感器。

## 相关企业

### 伊朗
根据以色列一家研究机构披露，伊朗伊斯兰革命卫队关联企业（جكاد صنعت فراز آسماري）负责生产机身和零部件。该公司位于德黑兰哈夫提尔广场，从事航空航天工业机身零部件的生产。埃桑·拉哈特（إحسان راحت ）是该公司的CEO，热诺斯法德拉尼（رنوسفادراني）是公司的首席科学家。
另外一家关联企业（دريا فناور برهان شريف），从事电子元件和电路的制造、光学系统和通信系统的开发，主要生产机身。公司主要人物是伊赫桑·伊曼·内贾德（ إحسان إيمان نجاد）。

### 俄罗斯
Protocol和RZVRT YouTube频道联合调查报道称，俄罗斯正在鞑靼斯坦阿拉布加经济特区生产伊朗自杀式无人机。
据一位记者消息人士透露，俄罗斯与伊朗的合同价值估计为 115-1300 亿卢布（约合 14.5 亿美元）。目前，无人机的零部件由伊朗供应并在阿拉布加组装。
2024年12月27日，美国有线电视新闻网（CNN）根据乌克兰武装部队的数据估计和报道，位于鞑靼斯坦共和国南部阿拉布加经济特区的工厂大幅增加了伊朗设计的攻击和侦察无人机的产量，该工厂使用许多中国零部件，并雇用大量俄罗斯青少年和来自非洲的低技能劳动者。CNN引述分析和情报员的报告，阿拉布加已是生产「见证者-136无人机」的主要工厂，并已履行到2025年9月将生产6000架无人机的合约。CNN频道也强调，尽管中国官方声明在俄罗斯对乌克兰的战争中保持“中立立场”，但仍通过34家公司组成的网络为俄罗斯无人机的生产提供零部件和技术。
2025年7月，俄罗斯国防部首次在其 Zvezda 电视台上展示了“天竺葵-2”无人机生产过程的各个阶段。工作人员称，加工厂每班次最多可生产一千架无人机。

## 好處
- 传统的防空系统難以對見證者-136進行有效防御：例如ST-68UM防空雷达无法探测60米高度以下的飞行器，而且拦截成本高昂。见证者-136表面的氟化镁涂层也减少了紫外线和红外线反射，他們的低飞行路径使得地面防御系统难以捕捉它们，所以单兵防空系统有时亦难以捕获目标。
- 廉价且高效：防御方进行空中防御相当不经济。根据《卫报》估计，单个见证者-136无人机的造价为2万至5万欧元。截至2022年10月19日，俄罗斯在见证者-136自杀无人机的投入为1155-1790万美元，乌克兰为此投入2814万美元进行防御。不需要牺牲训练有素的飞行人员，也不需要花费大量资金来制造。根据CSIS分析，用“见证者-136型无人机进行精确轰炸，俄罗斯每个目标的成本约为35万美元。相比之下，俄罗斯最具成本效益的Kh-22空对地巡航导弹，每个目标的成本约为100万美元。爱国者拦截弹（PAC-3）价值超过 300 万美元，而 NASAM（AIM 9-X 变体）价值略高于 100 万美元。使用它来对付单向攻击无人机会造成重大价值损失（每枚拦截弹超过 60 万美元）。[26]

- 破坏能力强：見證者-136的战斗部為20-40公斤，被碎片破坏的半径至少有一百米。它可以轻松破坏由混凝土板制成的砖墙和天花板。[11]其战斗部和一枚155毫米榴弹炮重量相当，大致是美国“海马斯”火箭炮使用的制导火箭弹战斗部重量的一半。尽管只有常规巡航导弹战斗部重量的大约1/10，但它的威力足以打击大多数软目标，比如自行火炮、轻型装甲目标。有残骸显示，该巡飞弹可使用聚能战斗部，所以它也能有效对付各型坦克。从俄军的攻击战果来看，该巡飞弹能比较有效地对仓库、厂房、基地等目标进行打击，尽管单枚巡飞弹战斗部重量相对较小，但可以采用多枚齐射饱和攻击的方式。[27]根据乌克兰电力能源供应紧张情况判断，见证者-136显然造成了巨大的破坏。
- 辅助发现和攻击防空系统：防空系统的承载量是有限的，例如单个S300防空系统只能同时拦截6个目标，如果使用6架次以上的见证者-136自杀无人机进行同时攻击，超过S-300防空系统的承载量后，防空系统本身都成为了见证者-136的攻击目标。见证者-136浪费了乌克兰方許多昂贵的反弹道导弹（ABM）和防空导弹，例如德國資助的 IRIS-T SLM導彈 [28]，將乌方的隐蔽的防空系统暴露在下一波的飞弹的攻击之下。
- 对发射装置特殊要求不大，民用卡车只需要稍微改进就可以转化为发射平台，难以识别和追踪，而且不占用军队的后勤车辆。
- 心理战作用：见证者-136会散布那种可以削弱士兵和平民决心的恐怖，如同二战中空袭英国的V1飞弹。见证者-136攻击时发出的嘈杂声音会加剧焦虑，削弱敌方的士气，因为他们不知道武器将在何时何地发动打擊。由於乌克兰的防空系统不足以应对威胁，便在民众中引发了担忧，进而对乌克兰方政府和军队丧失信心。[29]
- 战略作用：西方专家推测[30]，尽管乌克兰军队在该国南部和东部仍在继续挺进，但大后方的基础设施却在遭到频繁袭击。也就是说，民众将面临一个非常严酷的冬季。这可能会导致大批难民逃往西方，引起当地的社会动荡。这也正是俄罗斯的战略目标。

## 工作方式

### 坐标攻击
見證者-136可以根据提前设定的坐标攻击，或者实时更新新的坐标进行航线校正。据乌克兰专家分析，在乌克兰使用的同款機似乎没有安装图像传感器，这意味着俄罗斯人可能会使用其他无人机，例如迁徙者-6或俄罗斯的海鹰10系列无人机，以及特种作战部队来侦察目标。或者在集群攻击时，有长机进行侦察目标，将相关目标数据发送到僚机，由僚机进行攻击。雖然見證者-136有能力安装图像传感器，但仅安装卫星导航和惯性导航模块似乎比较经济。

### 游荡攻击
另外一种模式是150KM范围的无线通信游荡攻击模式。使用 Mohajer-6 作为信号中继站也将增加操作员可以有效控制見證者-136的范围。否则，通过无线电（而不是卫星）与地面控制站通信的游荡弹药在低空飞行时会在仅仅几十公里后以避免被发现与地面控制站暂时失去联系。有了这个额外增加的控制范围，見證者-136使用范围超过俄罗斯现有的柳叶刀无人机和立方体KUB无人机。

## 攻击战术[20]
俄罗斯“天竺葵-2”的战术基于大规模梯队打击。这些导弹以集群形式发射，形成“波浪”攻击波，以超负荷运行敌方防空系统。在第一波无人机攻击之后，导弹和制导炸弹将用于攻击已确定的目标或新的目标。这种战术确保了多层次的破坏，在这种情况下，机动防空集群会因无人机的高度和速度而失去效力。根据乌克兰空军的数据显示，2025年4月至6月期间，平均约有15%的无人机突破了防空系统，而前三个月这一比例仅为5%。
其系统性效应体现在摧毁基础设施、瓦解后方、持续对敌方防空和经济构成压力。无论是敌方的指挥部、后方还是后勤，都无法抵御大规模无人机袭击。仓库和指挥所亟需分散，这大大增加了管理难度，降低了防御效能。

## 防御对策[33]
中国匿名军事专家认为，要防御自殺式無人機的基本思路是：可以如何快速、有效发现無人機。面对这种“低慢小”目标，可以考虑用长航时无人机挂载雷达和光电系统在更高飞行高度进行巡航進行偵查，尤其这类巡飞弹的红外特征明显，如果居高临下使用红外搜索系统对其进行探测将更加有效，发现之后可以进行中段拦截。末段拦截時可以使用高射炮、点防空系统、激光武器、微波武器等。但微波和激光武器也存在一定局限性，因此只能用于要地防空，而无法实现大规模部署。所有这些措施都显著降低了无人机的军事影响。然而，丢失、损坏或被击落的设备会落回地面，造成附带损害，尤其是在民用基础设施经常受到影响的城市地区。

### 声学无人机探测网络[35][36]
乌克兰部署这种网络的关键在于它能够捕捉无人机发出的巨大噪音。网络每个传感器的成本约为400至500美元，据推测乌克兰在全国范围内花费500万美元部署了约6000个声学探测器。廉价、高度分布的声学传感器网络将为综合防空系统增添一个全新的频谱层，从而提升系统整体数据输出的质量。声学传感器也不受电子战攻击的影响，除了网络领域之外，只有物理诱饵才能影响这样的系统，从而提供一个层级，可以交叉检查依赖于射频的传感器是否检测到了信息。这样的网络也将具有高度的弹性，因为它分布广泛，并且由于其本质上是被动的，很难精确定位其节点。这也意味着，如果部分传感器被摧毁，它只会降低其在某些区域的性能，而不会完全丧失这些区域的性能。任何因任何原因丢失的节点都可以廉价快速地被替换。

### 电子战系统
据乌克兰专家介绍，从理论上讲，使用电子战系统压制伊朗自杀无人机的效率很低。如果发生電子戰，无人机很可能会自动切换到惯性系统，直到离开电子战装置的影响半径，然后恢复到GPS模式校正航线。强大的卫星信号干扰只能在半径不超过 2 公里的目标附近有效。但根据专家的说法，这充其量只会降低接近目标的准确性。尽管如此，有时这已经足够進行防禦了。

#### Pokrova 电子战系统[37][38]
时任乌克兰武装部队总司令瓦列里·扎卢日尼宣布部署Pokrova 全国电子战系统不仅具有重大意义，而且具有真正的战略意义。让公众得知乌克兰开发了此系统。系统原理是 Pokrova 被激活时，所有依赖卫星导航的系统都将停止运行，不仅在前线，而且几乎在整个乌克兰。更具体地说，如果“Pokrova”被配置为抑制信号，或者在坐标篡改模式下显示不准确的数据，它们可能会停止工作。

### 机动防空小组
除了通常的防空系统外，还可以创建一个由携带小型武器的高机动防空人员组成的网络来摧毁見證者-136。因为要在平均飞行高度50-800 米摧毁无人机，高射炮的力量可能会变得多余。同时需要配备夜视仪、热成像仪、激光指示器和探照灯进行夜间作业。
除此之外摧毁无人机的最有效方法是弹幕射击。防空小组组人员应以较大的幅度（2次）在无人机路径上的固定假想点开火1-2秒。在这种情况下，自杀无人机必需飞入弹幕才能進行有效防禦。通过瞄准装置的标准调整或使用瞄准网格来调整射击提前量。射击时，重要的是要考虑给定距离的近似最大提前量，并进行 1-2 秒的弹幕射击，留出两倍的余量：
- 距离 200 m - 提前 13 m 或 5 个建筑物（取 10 个建筑物）；
- 距离 500 m - 提前 38 m 或 13 个建筑物（取 20 个建筑物）；
- 距离 800 m - 提前 72 m 或 24 个船体（取40 个船体）。

乌克兰方组织机动火力小组网络对特别重要的目标进行梯队防御， 主要使用7.62 和 12.7 毫米机枪，据称有效性达到40%，此种手段非常具有经济效益。但俄罗斯方应对策略是，精心规划通往目标的路线。利用地形、城市化程度以及侦察到的机动火力群位置进行规避。天竺葵-2”无人机可以在高射炮无法触及的高度停止，然后迅速俯冲攻击目标。这项技术已成为该无人机的一大亮点。
俄罗斯发展的另外一种应对模式是其中一架大型攻击无人机伴随多架小型无人机飞行进行混合攻击。在苏梅边境地区和直接交战线上，无人机上还安装了额外的武器。天竺葵-2”经常会搭载整个机组，其中包括柳叶刀无人机。如果发生防空拦截，它们会立即攻击射程内的防空部队。

### 无人机对抗
为了追击和拦截空高空缓慢飞行的見證者-136無人機，乌克兰“野黄蜂”组织开发出“毒刺”无人机。该无人机飞行速度超过160公里/小时，飞行高度约3000米。据开发人员称，该无人机的成本比俄罗斯的低几十倍。
乌克兰方给出的无人机拦截技术条件为：
- 速度超过200公里/小时（约124英里/小时）。普通FPV的飞行速度最高可达120公里/小时（约75英里/小时）。
- 能够爬升至 6 公里（约 3.7 英里或 20,000 英尺）的高度。
- 减少对操作员依赖的终端引导系统。
- 弹头重量在 600 至 1200 克（约 1.3 至 2.6 磅）之间。

### 地对空导弹系统
该系统可以摧毁构成最大威胁或飞行高度无法被炮火拦截的无人机。但俄罗斯会根据预期效果频繁调整无人机的飞行高度，高度范围从35-50米到4000-5000米。这要求乌克兰军队根据无人机的飞行高度不断调整所使用的系统。但是发射成本非常高昂，“爱国者”PAC-3拦截器等地对空导弹的成本，后者每枚成本近400万美元。乌克兰使用先进的国家先进地对空导弹系统（NASAMS）和先进短程空对空导弹（ASRAAM）来对抗每枚导弹的成本高达数十万美元。

### 飞机拦截
可以注意到乌克兰方使用直升机、战斗机和螺旋桨飞机也被用来摧毁这些无人机；然而，除了战斗机外，这些干预措施只能在白天进行。而且极具风险性。极容易发生防空系统友军误伤，以及被无人机被击中后爆炸产生的碎片云击中飞机或者吸入发动机事故。

## 使用紀錄

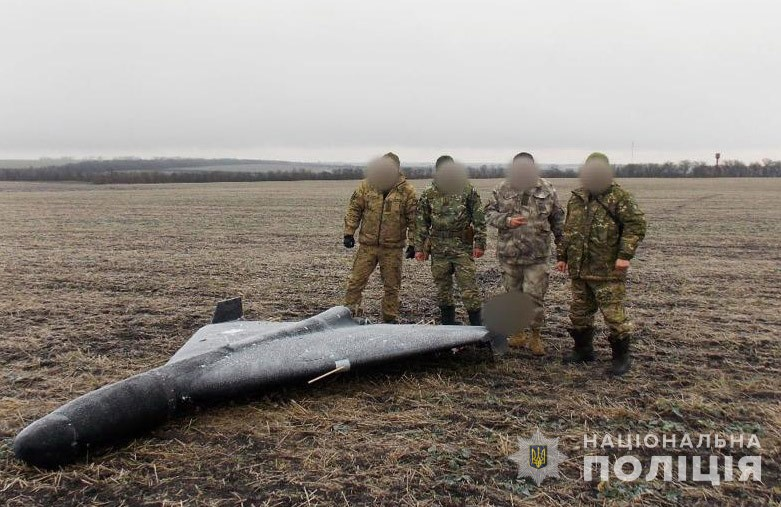
遭烏軍繳獲的見證者-136無人機，可見內裝炸藥未爆炸完全，導致全機幾乎處於完好無損的狀態。

### 俄羅斯入侵烏克蘭
2022年9月13日，乌克兰军方在库皮扬斯克地区首次确认俄方使用見證者-136無人機，而无人机残骸的上写着俄语「Герань-2 M214」.
据乌克兰第 92 旅炮兵指挥官 Rodion Kulahin 称，見證者-136无人机在哈尔科夫反攻期间摧毁了四门榴弹炮和两门BTR 步兵战车。
9月23日，烏方在敖德萨針對見證者-136，使用小型武器进行拦截，但似乎未能击落。及後，相關视频被上传到各Telegram频道。
9月25日和26日，俄军利用但似乎没有任何击落无人机，对位于敖德萨州的乌克兰南方军区司令部大楼和两座弹药库发动连续袭击轰炸。
10月13日，一架乌克兰米格-29戰鬥機在试图击落俄軍見證者-136时在文尼察坠毁。据乌克兰消息人士称，事件的一个说法是无人机在喷气式飞机附近引爆，弹片击中驾驶舱，迫使飞行员弹射。
据《卫报》报导，从 10 月初到中旬，共有161架見證者-136无人机被击落。据英国情报分析，截至10月初，约60%发射的无人机在空中被摧毁。但乌克兰近三分之一的发电站被此類無人機摧毁，数十人丧生。
10月17日上午，基辅再次遭到这些无人机的袭击，包括烏克蘭電網公司的办公室。乌克兰总理什米加爾表示，空袭导致三个地区的关键能源基础设施被破坏，导致数百个城镇和村庄断电。
2022年12月，烏克蘭軍方及來自西方國家的防務顧問表示，德國提供的獵豹式自行防空炮對付俄軍自殺式無人機相當有效，這款早在1976年服役的35毫米自行防空炮可在距離16公里處偵測出見證者-136無人機，只要進入射程範圍，通常發射6至10發35毫米炮彈就能夠擊落，並能夠連續打下多架無人機，可以省下大量防空導彈，德國政府表示將會應烏克蘭的要求提供更多獵豹式自行防空炮。
2025年4月24日，“天竺葵-2”和“天竺葵-3”无人机袭击了位于敖德萨的“风暴”研究所工厂，该工厂负责组装乌克兰无人机的电子设备。
2025年6月27 日，俄罗斯国防部发布视频称使用攻击了乌克兰武装部队第117独立重型机械化旅的一处临时部署点。

### 叙利亚
美国军方认为，伊朗盟友组织于2022年8月，使用見證者-136袭击了美国在叙利亚反对派控制的叙利亚沙漠地区Al-Tanf的军事基地。

### 胡塞武装
2021年，据《新闻周刊》获悉并得到一位密切关注伊朗在该地区活动的专家的证实，这些图像表明，伊朗的“沙赫德-136”巡航弹药被部署到也门北部焦夫省，该地区由胡塞武装（扎伊迪派什叶派穆斯林叛军）控制。

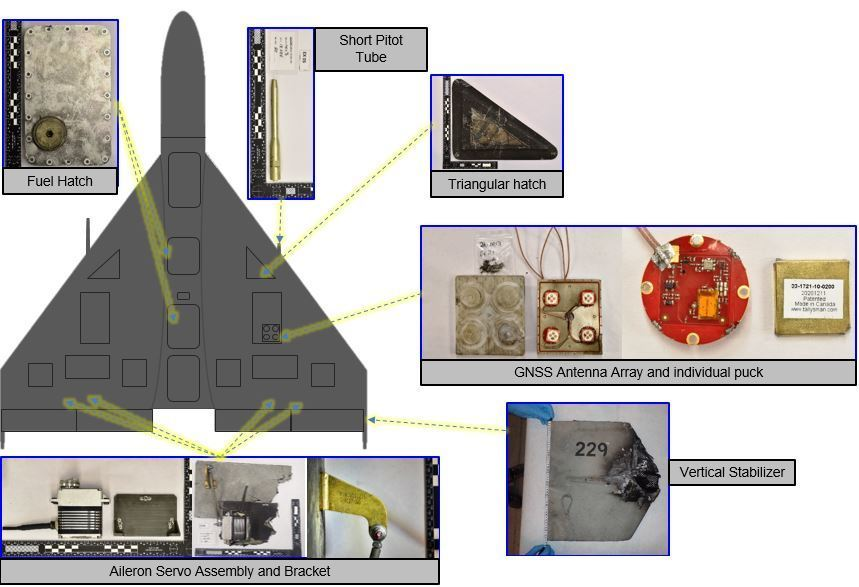
2022年美国在阿曼湾击落的见证者无人机残骸分析

## 各方反应
作为对这些最初袭击的回应，乌克兰总统泽连斯基谴责这是“与邪恶的合作”。作为袭击的另一个影响，伊朗和乌克兰之间的外交关系在乌克兰被削弱。
美国国务院指责伊朗违反联合国安理会第 2231 号决议中包含的伊朗武器禁运规定向俄罗斯出售无人机，该规定于 2020 年 10 月到期。

## 争议
初期，该型号的无人机是伊朗整机提供由俄罗斯更改涂装，还是提供部件由伊朗派遣技术人员指导俄罗斯组装，抑或是提供技术资料由俄罗斯生产均不得而知。2023年开始由俄罗斯在鞑靼斯坦组装。
克里姆林宫否认俄罗斯对乌克兰使用了任何伊朗制造的武器，伊朗否认向俄罗斯提供武装无人机。而美国国防部新闻秘书帕特里克·莱德（Patrick Ryder）准将10月20日说，伊朗军事人员在乌克兰“实地”协助俄军开展无人机行动。针对俄方的否认，这位五角大楼发言人说：“他们显然是在撒谎。”

## 衍生型号

### 天竺葵2
乌克兰根据残骸，对Geran-2无人机进行了分类：
- Geran-M，自伊朗的原始版本，弹头重48.5公斤。

- Geran-Ы，区别是它们配备了俄罗斯制造的导航系统。
- Geran-K，使用40 公斤 HE-FRAG 弹头。
- 4G 调制解调器版[61]，2023年11月乌克兰发现了1个装有4G 调制解调器版测试原型的残骸。4G天线是用胶带固定的，并采用了现成的零件：包括 4G 调制解调器、移动电源和一些额外的天线。乌克兰方根据残骸假设：此原型1.是使用乌克兰4G网络进行数据传输，2.是使用4G网络的位置服务 (LBS) 的进行导航,重置自身原始惯性系统的误差，并识别卫星导航欺骗。
- БСТ-52弹头版本[62]，此类型主要针对对燃料和润滑油储存设施进行攻击。当这种弹头击中住宅楼和其他建筑物时，会引起严重火灾。
- 型号不明，据披露，弹头重量增加至90公斤，用高爆破片燃烧弹取代了高爆装药，从而提高了杀伤力。[63]射程有所缩短，但燃油系统的优化使其节省了14升燃油，并将射程增加了140公里，达到650公里。为了应对电子战，该型无人机被“训练”识别卫星信号抑制区。[52]
- MS001，2025年6月被乌克兰军队在苏梅方向击落。该无人机的序列号为 MS001，包含一台针对人工智能和图像处理进行了优化 Nvidia Jetson Orin 小型计算机以及红外摄像机。该模块处理来自摄像头的图像，并将其与预加载的参考模型进行比较，以优化目标定位或实现自主物体识别。同样的功能还可以支持侦察任务。该无人机还配备了无线电调制解调器和用于视频传输、遥测或协调组控制的子系统。[64]

### 天竺葵3[65]
第一次公开提及是在 2022 年秋季。它被描述为 Geran-2 的较小变体.乌克兰方猜测Geran-3 只是 Shahed-131 的另一个名称，但配备 DLE-60 是双汽油发动机。

### AZAB
土耳其科技公司 Robit Technology 开发了一种新型多用途神风特攻队无人机外形与见证者-136相似，名为“Azab”，具有远程飞行能力。

### 向日葵200[67]
2023年俄罗斯ARMY陆军展上一个中国私营公司展出。向日葵200据称拥有3.2米（10英尺）长的机身和2.5 m（8英尺）的翼展，弹头重40公斤。不同的消息来源提到攻击范围为1,500或2,000公里，巡航速度范围为160至220公里/小时。
低成本无人作战攻击系统（LUCAS）
美国军工企业终于意识到“沙赫德”型无人机的潜力，在2025年7月五角大楼展示了18架美国制造的无人机原型机其中一种为低成本无人作战攻击系统。

## 相关制裁[70]
乌克兰披露以下企业因关联生产见证者-136而被制裁。
- 阿拉布加经济特区公共技术有限公司”（АО "ОЭЗ ППТ "АЛАБУГА"）

该股份公司直接参与上述生产的组织、零部件的采购和物流，以及包括使用经济特区“阿拉布加理工学院”（Alabuga Polytech）教育机构学生在内的人员的参与。无人机专家培训中心“阿拉布加创业”（Alabuga Start）在特区内运营。
- ALABUGA-FIBER限责任公司（ООО "АЛАБУГА-ВОЛОКНО"）

该公司为制造无人机机身提供碳纤维
- ALBATROS有限责任公司（ООО "АЛЬБАТРОС"）

该公司参与见证者-136无人机的生产。
- P-D TATNEFT - ALABUGA 玻璃纤维有限责任公司（ООО "П-Д ТАТНЕФТЬ - АЛАБУГА СТЕКЛОВОЛОКНО"）

无人机机身制造原材料供应商。
- 阿拉布加机械有限责任公司（ООО "АЛАБУГА МАШИНЕРИ"）

提供无人机部件。
- DREYK有限责任公司（ООО "ДРЕЙК"）

提供无人机部件。
- MORGAN有限责任公司（ООО "МОРГАН"）

提供无人机部件。